# Mayriella ebbei
Mayriella ebbei é uma espécie de formiga do gênero Mayriella, pertencente à subfamília Myrmicinae.